# Уваров, Сергей Аполлонович
Серге́й Аполло́нович Ува́ров (15 апреля 1847 — 22 декабря 1900) — волынский губернский предводитель дворянства, гофмейстер.

## Биография
Из потомственных дворян Волынской губернии. Землевладелец Новоград-Волынского и Старокостантиновского уездов (72000 и 1800 десятин). Сын крупного землевладелеца Эмильчинского ключа статского советника Аполлона Ивановича Уварова (1790—1872) от брака его с  Анной Сергеевной Волчковой (1795—12.10.1886). Братья: Михаил (25.01.1846—08.09.1871; подпоручик), Фёдор (05.05.1849 — ?) и Аполлон (27.06.1853—28.04.1883; был женат на Антонине Фёдоровне Андро (21.10.1847—1920); сестра — Вера (1844 -?).
Все похоронены в имение Емельчино Житомирского уезда.
Воспитывался в Санкт-Петербургской 1-й гимназии, однако курса не окончил.
17 июня 1869 года начал службу в канцелярии Новоград-Волынского уездного предводителя дворянства. В 1872 году был утвержден в звании директора Новоград-Волынского тюремного отделения и в том же году перемещен к исполнению должности почетного смотрителя Новоград-Волынского двухклассного городского училища. На последней должности уделял большое внимание развитию образования в уезде, неоднократно ходатайствовал о расширении местного училища и открытии в городе гимназии.
В 1878 году был назначен почетным мировым судьей Новоград-Волынского судебного округа, а в 1881 году избран председателем Новоград-Волынского съезда мировых судей. С 1880 года состоял Новоград-Волынским уездным, а с 1882 года — Волынским губернским предводителем дворянства. Стал одним из инициаторов строительства шоссейной дороги Емильчино—Новоград-Волынский, которое было завершено уже после его смерти. В 1894 году был избран почетным гражданином Новограда-Волынского. Дослужился до чина действительного статского советника (1895). В 1896 году был удостоен Высочайшей благодарности и пожалован в гофмейстеры. Из наград имел ордена св. Владимира 3-й степени и св. Станислава 1-й степени.
Скоропостижно умер в 1900 году в Санкт-Петербурге. Похоронен в селе Емильчине.

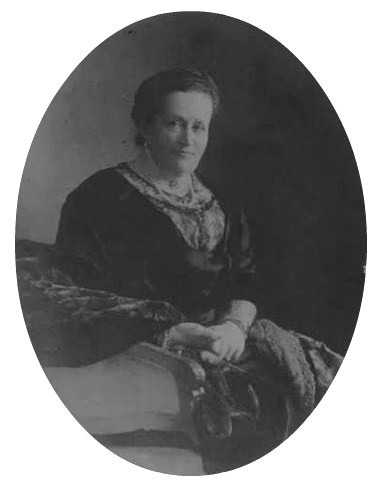
Софья Владимировна

## Семья
С 1877 года был женат на княжне Софии Владимировне Яшвиль (25.05.1854—после 1913), дочери генерал-майора В. В. Яшвиля и внучке декабриста М. Ф. Орлова. После смерти мужа жила с Петербурге. Их дети:
- Анна (23.03.1878—1899), фрейлина двора (05.04.1898).
- Михаил (07.04.1879 — ?), воспитанник Николаевского кадетского корпуса, помещик Волынской и Черниговской губерний.
- Владимир (23.11.1881—1959), Новоград-Волынский уездный предводитель дворянства, камер-юнкер.
- Сергей (1885—1932), Бердичевский уездный предводитель дворянства, директор Киевского отделения РМО.
- Прасковья (24.08.1891—1982), фрейлина двора (04.09.1911), в браке с Г. П. Эрдели (1891—1967).